# أندرو أبيل
أندرو أبيل (بالإنجليزية: Andrew Abel) هو اقتصادي أمريكي، ولد في 3 ديسمبر 1952.

## وصلات خارجية
- الموقع الرسمي